# Leiophron reidi
Leiophron reidi är en stekelart som först beskrevs av Loan 1974.  Leiophron reidi ingår i släktet Leiophron och familjen bracksteklar. Inga underarter finns listade i Catalogue of Life.